# Shihoro
Shihoro (jap. 士幌町 Shihoro-chō) – miasto w Japonii, w prefekturze Hokkaido, w podprefekturze Tokachi. Według danych na rok 2020 miejscowość zamieszkiwało 5 848 mieszkańców , a gęstość zaludnienia wyniosła 22,6 os./km².